# Neverita lewisii
Neverita lewisii is een slakkensoort uit de familie van de Naticidae. De wetenschappelijke naam van de soort is voor het eerst geldig gepubliceerd in 1847 door Gould.